# Keaton Middleton
Keaton Middleton född 10 februari 1998, är en kanadensisk professionell ishockeyback som spelar för Colorado Avalanche i National Hockey League (NHL). Middleton draftades av Toronto Maple Leafs i fjärde rundan som 101:a spelare totalt vid NHL Entry Draft 2016.
Han är yngre bror till Jacob Middleton, som spelar för Minnesota Wild i NHL.

## Statistik

### Klubbkarriär
| 2013–14    | Stratford Cullitons | GOJHL      | 22 | 4 | 16 | 22 | 24  | 4 | 0 | 0 | 0 | 0  |
| 2014–15    | Saginaw Spirit      | OHL        | 61 | 2 | 7  | 9  | 58  | 4 | 0 | 1 | 1 | 0  |
| 2015–16    | Saginaw Spirit      | OHL        | 66 | 1 | 6  | 7  | 66  | 4 | 0 | 1 | 1 | 0  |
| 2016–17    | Saginaw Spirit      | OHL        | 64 | 4 | 14 | 18 | 48  | — | — | — | — | —  |
| 2017–18    | Saginaw Spirit      | OHL        | 64 | 4 | 20 | 24 | 45  | 4 | 0 | 0 | 0 | 2  |
| 2018–19    | San Jose Barracuda  | AHL        | 61 | 6 | 7  | 13 | 64  | 4 | 0 | 0 | 0 | 0  |
| 2019–20    | San Jose Barracuda  | AHL        | 41 | 4 | 9  | 13 | 49  | — | — | — | — | —  |
| 2020–21    | Colorado Eagles     | AHL        | 22 | 0 | 6  | 6  | 42  | 2 | 2 | 2 | 4 | 0  |
| 2020–21    | Colorado Avalanche  | NHL        | 3  | 0 | 0  | 0  | 4   | — | — | — | — | —  |
| 2021–22    | Colorado Eagles     | AHL        | 49 | 2 | 9  | 11 | 76  | 9 | 1 | 3 | 4 | 16 |
| 2022–23    | Colorado Eagles     | AHL        | 72 | 3 | 20 | 23 | 125 | 7 | 1 | 1 | 2 | 6  |
| 2023–24    | Colorado Eagles     | AHL        | 71 | 6 | 9  | 15 | 136 | 3 | 0 | 0 | 0 | 2  |
| 2024–25    | Colorado Eagles     | AHL        | 17 | 0 | 4  | 4  | 11  | — | — | — | — | —  |
| 2024–25    | Colorado Avalanche  | NHL        | 41 | 0 | 2  | 2  | 28  |   |   |   |   |    |
| NHL totalt | NHL totalt          | NHL totalt | 44 | 0 | 2  | 2  | 32  | — | — | — | — | —  |

### Internationellt
| År            | Lag           | Turnering     | Resultat      |   | Matcher | Mål | Assist | Poäng | Utv |
| ------------- | ------------- | ------------- | ------------- | - | ------- | --- | ------ | ----- | --- |
| 2014          | Canada White  | U17           | 5:a           | 5 | 0       | 1   | 1      | 2     |     |
| Junior totalt | Junior totalt | Junior totalt | Junior totalt | 5 | 0       | 1   | 1      | 2     |     |